# Statistische natuurkunde
Statistische natuurkunde is een deelgebied van de natuurkunde, dat methoden gebruikt uit de kansrekening en statistieken met name de wiskundige gereedschappen voor het omgaan met grote populaties en benaderingen, in het oplossen van natuurkundige problemen.
De statistische natuurkunde kan een breed scala van velden met een inherente stochastische natuur beschrijven. Haar toepassingen vindt de statistische natuurkunde in vele problemen op het gebied van de natuurkunde, biologie, scheikunde, neurologie en zelfs enkele sociale wetenschappen, zoals de sociologie. Haar voornaamste doel is om de eigenschappen van de materie in geaggregeerde vorm te verduidelijken. Dit in termen van natuurkundige wetten die de atomaire beweging bepalen.

## Voetnoten
1. ↑  (en)  Huang, Kerson (2010). Introduction to Statistical Physics, 2nd. CRC Press, 15. ISBN 978-1-4200-7902-9.